# Клермаре
Клермаре (фр. Clairmarais) насеље је и општина у североисточној Француској у региону Север-Па д Кале, у департману Па де Кале која припада префектури Сент Омер.
По подацима из 2011. године у општини је живело 621 становника, а густина насељености је износила 34,46 становника/km². Општина се простире на површини од 18,02 km². Налази се на средњој надморској висини од 9 метара (максималној 34 m, а минималној 1 m).

## Демографија
| 1962. | 1968. | 1975. | 1982. | 1990. | 1999. | 2011. |
| ----- | ----- | ----- | ----- | ----- | ----- | ----- |
| 397   | 410   | 480   | 598   | 687   | 689   | 621   |

График промене броја становника у току последњих година